# Magnetocardiografia

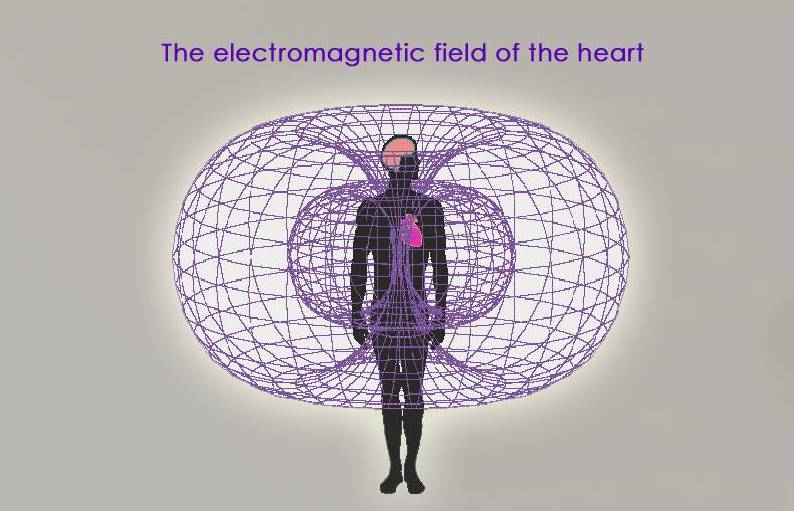
Camp magnètic del cor humà

La magnetocardiografia (MCG) és una tècnica per mesurar els camps magnètics produïts pels corrents elèctrics al cor mitjançant dispositius extremadament sensibles com el dispositiu d'interferència quàntica superconductor (SQUID). Si el camp magnètic es mesura mitjançant un dispositiu multicanal, s'obté un mapa del camp magnètic sobre el pit; a partir d'aquest mapa, utilitzant algoritmes matemàtics que tenen en compte l'estructura de conductivitat del tors, és possible localitzar la font de l'activitat. Per exemple, es poden localitzar fonts de ritmes anormals o arrítmies mitjançant MCG.

## Història
Les primeres mesures de MCG van ser realitzades per Baule i McFee utilitzant dues bobines grans col·locades sobre el pit, connectades en oposició per cancel·lar el fons magnètic relativament gran. Els senyals cardíacs es van veure, però eren molt sorollosos. El següent desenvolupament va ser el de David Cohen, que va utilitzar una sala blindada magnèticament per reduir el fons i una bobina més petita amb una millor electrònica; els senyals cardíacs ara eren menys sorollosos, cosa que permetia fer un mapa magnètic, verificant les propietats magnètiques i la font del senyal. Tanmateix, l'ús d'un detector de bobina inherentment sorollós va desincentivar un interès generalitzat pel MCG. El punt d'inflexió va arribar amb el desenvolupament del detector sensible anomenat SQUID (dispositiu d'interferència quàntica superconductor) per James Zimmerman. La combinació d'aquest detector i la nova sala blindada de Cohen al MIT va permetre que el senyal MCG es veiés tan clarament com l'electrocardiograma convencional, i la publicació d'aquest resultat per Cohen et al. va marcar el veritable inici de la magnetocardiografia (així com del biomagnetisme en general).
La magnetocardiografia s'utilitza en diversos laboratoris i clíniques d'arreu del món, tant per a la investigació del cor humà normal com per al diagnòstic clínic.

## Implementació clínica
La tecnologia MCG s'ha implementat en hospitals d'Alemanya. El sistema MCG, CS MAG II de Biomagnetik Park GmbH, es va instal·lar a l'Hospital de Coburg el 2013. El sistema CS-MAG III es va instal·lar a l'Hospital Dietrich Bonhoeffer de Neubrandenburg i a l'Hospital Charité de Berlín el 2017.
El primer centre MCG a Àsia s'estableix a Hong Kong, adaptant la mateixa tecnologia que Hamburg i instal·lat pel mateix equip.
Genetesis, una empresa d'imatges mèdiques amb seu a Mason, Ohio, està desenvolupant un dispositiu anomenat CardioFlux que aprofita la tecnologia MCG per diagnosticar afeccions relacionades amb el cor.